# Ghastly
David Lee Crow (sinh ngày 23/10/1989, nghệ danh Ghastly) là một DJ, nhạc sĩ và nhà sản xuất đến từ Los Angeles, Mỹ. Anh đã phát hành bài hát của mình trên OWSLA, Buygore, Mad Decent, The EDM Network, Essential Music, NYC Dubstep và Dim Mak, tiêu biểu là "Miami Connection" với Jauz và "Crank It" với Mija và Lil Jon.

## Thời niên thiếu
David Lee Crow được sinh ra và lớn lên ở một trang trại chăn nuôi lớn với hơn 650 con dê ở Buckeye, Arizona. Sau này, David đã chuyển tới Venice Beach trước khi trở thành DJ tại Exchange LA. Cha mẹ của anh đã không có điều kiện để chăm sóc anh, do đó họ đã để anh sống trên một chiếc xe tải cũ của gia đình trước khi cho phép anh chuyển lên thành phố tìm việc. Anh làm việc tại American Apparel rồi sau 2 tháng thì bị sa thải, khiến anh không còn thu nhập ổn định nữa. Từ đấy, David trở thành người thất nghiệp, do không thể trạng trải cuộc sống nên anh phải quay về trang trại của cha mẹ mình để làm việc. Từng có thời gian anh gia nhập một nhóm nhạc Metal có tên là "The Irish Front", đóng vai trò như một giọng ca chính của nhóm. Sau 5 năm hoạt động từ năm 2005 đến 2010, nhóm nhạc tan rã. Một lần nữa, David trở lại Los Angeles để làm nhân viên quảng bá thương hiệu cho Exchange LA. Một thời gian sau David được thuê làm DJ. Anh đã học cách sử dụng phần mềm âm nhạc DAWs đầu tiên là Reason và Ableton.

## Sự nghiệp
Bài hát đầu tiên David sáng tác "Funky Flex" với Arielle Williams được phát hành trên OWSLA album vào ngày 13 tháng 3 năm 2012. Sau đó David đã sản xuất ra một EP cho hãng nhạc này nhưng đã bị từ chối do nó không "có nhịp điệu" hay như bản đầu tiên. Cảm thấy thất vọng, anh quay trở lại trang trại của mình để bắt đầu lại một lần nữa. Tại một bữa tiệc, anh gặp Mija và bàn về việc hợp tác trước khi sản xuất ra bài "Crank It". Mija đã gửi bài hát đến Skrillex, người đứng đầu OWSLA. "Crank It" đã sớm gặt hái được nhiều thành công khi đã đạt được hơn 1 triệu lượt nghe trên SoundCloud, và tên tuổi của David từ đó được lan rộng trên phạm vi toàn cầu. Sau khi ra mắt lượng lớn các bản Originals và Remixes, David đã liên tiếp gặt hái được nhiều thành công và được mời đi diễn ở những lễ hội âm nhạc lớn trên khắp thế giới. Từ năm 2014 đến năm 2018, David đã hợp tác với 12 nhà sản xuất âm nhạc, sản xuất được 18 đĩa đơn và 8 bản remixes. Vị trí cao nhất trên bảng xếp hạng thế giới mà Ghastly từng đạt được là ở vị trí thứ 62, nằm trong top 100 DJ Mag năm 2016. Hiện tại, Ghastly là một trong những DJ/Producer nổi tiếng nhất trong ngành âm nhạc điện tử. Ghastly phát hành album "The Mystifying Oracle" vào tháng 5/2018, và anh đã khởi động chuyến lưu diễn cùng tên từ tháng 4 đến tháng 6 năm 2018 tại Hoa Kỳ.  

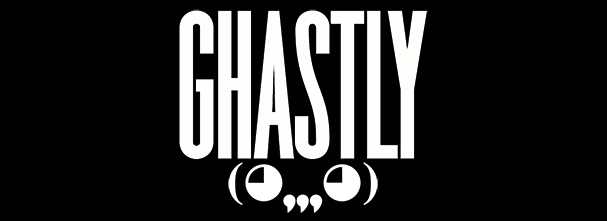
Logo của Ghastly

### Album phòng thu
| Tiêu đề               | Thông tin                                                                                  |
| --------------------- | ------------------------------------------------------------------------------------------ |
| The Mystifying Oracle | - Thời gian phát hành: 4/5/2018 - Hãng đĩa: Tự phát hành - Định dạng: Digital download, CD |

## Danh sách bài hát

### Đĩa đơn
| Title                                     | Năm  | Hãng đĩa        |
| ----------------------------------------- | ---- | --------------- |
| "Funky Flex" (với Arielle Williams)       | 2012 | OWSLA           |
| "Kill It with Fire" (với Sullivan King)   | 2014 | Buygore         |
| "Crank It" (với Mija and Lil Jon)         | 2014 | OWSLA           |
| "Every Night"                             | 2015 | Dim Mak         |
| "Get On This"                             | 2015 | Mad Decent      |
| "Dogs in the House" (với Goldplate)       | 2015 | The EDM Network |
| "Hawt" (với Brillz)                       | 2015 | Mad Decent      |
| "666!" (với Getter)                       | 2016 | OWSLA           |
| "Fuk Watchu Think" (với Jameston Thieves) | 2016 | OWSLA           |
| "The Spiders Symphony"                    | 2017 | Tự phát hành    |
| "End of the Night" (với NGHTMRE)          | 2017 | Mad Decent      |
| "We Might Fall" (với Matthew Koma)        | 2017 | Tự phát hành    |
| "Geisha"                                  | 2017 | Tự phát hành    |
| "I'll Wait"                               | 2017 | Tự phát hành    |
| "LSD"                                     | 2018 | Tự phát hành    |
| "Fake U Out" (với Barely Alive)           | 2018 | Tự phát hành    |
| "Black Mamba"                             | 2018 | Tự phát hành    |
| "Lemme See U" (với Crankdat)              | 2018 | Tự phát hành    |
| "This Song Scares People"                 | 2018 | Tự phát hành    |
| "Control"                                 | 2018 | Tự phát hành    |
| "Heretic" (với G-Rex)                     | 2019 | Tự phát hành    |
| "Psycho" (với MOONBOY)                    | 2019 | Tự phát hành    |
| "Fangs" (với Alrt)                        | 2019 | Tự phát hành    |
| "I Have Ur Back"                          | 2019 | Tự phát hành    |
| "Get Down" (với Brohug)                   | 2019 | Tự phát hành    |

### Bản remix
- Diplo – Biggie Bounce (Ghastly X Mija Ass & Titties Mix) (2014)
- Latroit x Bishøp - Loving Every Minute (Ghastly Remix) (2015)
- OG Maco feat. 2 Chainz - U Guessed It (Ghastly "Bitch U Ghastly" Remix) (2015)
- NGHTMRE & Slander – Warning (Ghastly Remix) (2015)
- Snails & Herobust - Pump This (Ghastly Remix) (2015)
- GRiz & iDA HAWK - Stop Trippin' (Ghastly Remix) (2015)
- Snails - King is Back (Snails & Ghastly VIP) (2015)
- Zomboy– Light Out (Ghastly Remix) (2017)